# 陸中山形郵便局
陸中山形郵便局（りくちゅうやまがたゆうびんきょく）は、岩手県久慈市にある郵便局。民営化前の分類では集配特定郵便局であった。

## 概要
住所：〒028-8699 岩手県久慈市山形町川井9-7-2

## 沿革
- 1920年（大正9年）12月1日 - 上川井郵便局（三等、無集配）として開局[1]。
- 1937年（昭和12年）9月6日 - 電話交換業務開始[2]。
- 1940年（昭和15年）3月16日 - 陸中山形郵便局に改称、同時に集配業務開始[3]。
- 1968年（昭和43年）11月 - 局舎新築落成。
- 1977年（昭和52年）10月26日 - 電話交換および和文電報配達業務を陸中山形電報電話局に移管[4]。
- 1993年（平成5年）5月1日 - 郵便番号を032-07から028-86に変更[5]。
- 2007年（平成19年）
  - 3月5日 - 関郵便局から集配業務を移管[6]。
  - 10月1日 - 民営化に伴い、併設された郵便事業久慈支店陸中山形集配センターに一部業務を移管。
- 2012年（平成24年）10月1日 - 日本郵便株式会社の発足に伴い、郵便事業久慈支店陸中山形集配センターを陸中山形郵便局に統合。

## 取扱内容
- 郵便、印紙、ゆうパック、内容証明
- 貯金、為替、振替、振込、国際送金、国債
- 生命保険、バイク自賠責保険
- 地方公共団体事務（久慈市入場券の販売）
- ゆうちょ銀行ATM（管轄はゆうちょ銀行仙台支店）
- 久慈市内の一部地域（旧山形村域。〒「028-86xx」および「028-87xx」）の集配業務

## 周辺
- 久慈市役所 山形総合支所（旧・山形村役場）
- 道の駅白樺の村やまがた
- 久慈市立山形小学校
- 久慈市立山形中学校
- 岩手県立久慈高等学校山形校跡 - 2010年3月限りで本校と統合
- 川井川

## アクセス
- JRバス東北平庭高原線 陸中山形駅にて下車
- 国道281号沿い
- 駐車場あり：8台